# L'été sera chaud
Pour les articles homonymes, voir Love Island.
Pour plus de détails, voir Fiche technique et Distribution.
L'été sera chaud, également connu en Suisse sous le titre L'Île d'amour (anglais : Love Island ; bosnien : Otok ljubavi), est un film croato-germano-helvéto-bosnien réalisé par Jasmila Žbanić, sorti en 2014.

## Fiche technique
- Titre français : L'été sera chaud (France[1],[2]) ou L'Île d'amour (Suisse romande)
- Titre original anglais : Love Island
- Titre bosniaque : Otok ljubavi
- Réalisation : Jasmila Žbanić
- Scénario : Aleksandar Hemon et Jasmila Žbanić
- Direction artistique : Zeljka Buric
- Costumes : Lejla Hodzic
- Photographie : Christine A. Maier
- Montage : Isabel Meier
- Musique : Balz Bachmann
- Pays de production : Croatie - Allemagne - Suisse - Bosnie
- Format : Couleurs - 35 mm - 2,35:1
- Genre : comédie romantique
- Durée : 86 minutes
- Date de sortie : 
  - Suisse : 8 août 2014 (Festival international du film de Locarno 2014)
  - France : 1er septembre 2014 (diffusion télévisée sur Arte)

## Distribution
- Ariane Labed : Liliane
- Ermin Bravo : Grebo
- Ada Condeescu : Flora
- Franco Nero : le marquis Polesini
- Leon Lučev : Stipica
- Branka Petrić : madame Henzl
- Lee Delong : Cruella

## Distinction

### Sélection
- Festival international du film de Locarno 2014 : sélection hors compétition Piazza Grande